# Le Chalon
Le Chalon is een gemeente in het Franse departement Drôme (regio Auvergne-Rhône-Alpes) en telt 162 inwoners (2004). De plaats maakt deel uit van het arrondissement Valence.

## Geografie
De oppervlakte van Le Chalon bedraagt 8,2 km², de bevolkingsdichtheid is 19,8 inwoners per km².

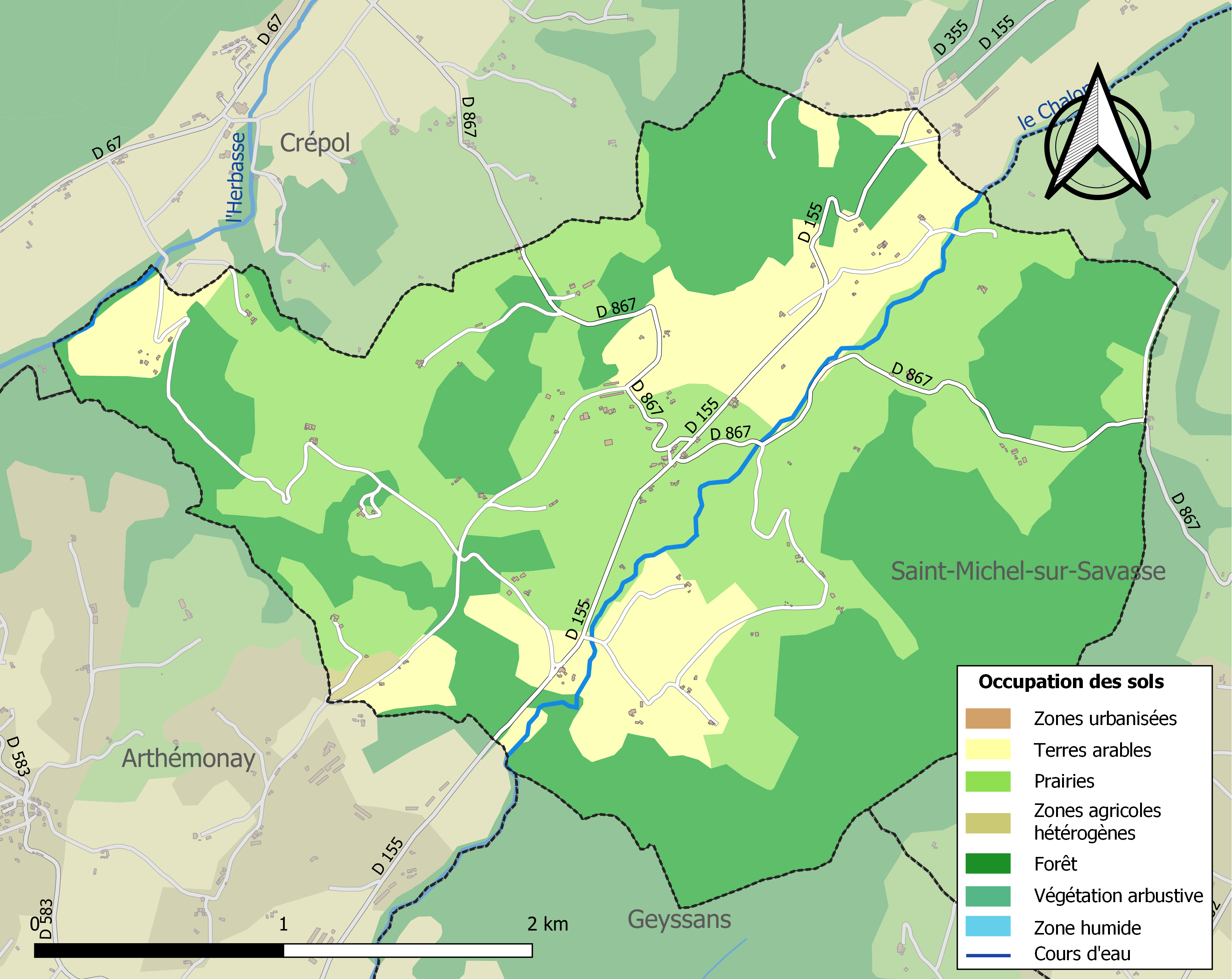
Kaart van de gemeente met belangrijkste infrastructuur, bodemgebruik en omliggende gemeenten

## Demografie
Onderstaande figuur toont het verloop van het inwonertal (bron: INSEE-tellingen).